# 皮埃尔·阿迪
皮埃尔·阿迪（法語：Pierre Hardy，1907年8月4日—2000年7月24日），法国前男子射击运动员。他曾代表法国参加1924年夏季奥林匹克运动会射击比赛，获得男子团体自由步枪银牌。